# Портер-Гайтс (Техас)
Портер-Гайтс (англ. Porter Heights) — переписна місцевість (CDP) в США, в окрузі Монтгомері штату Техас. Населення — 1903 особи (2020).

## Географія
Портер-Гайтс розташований за координатами 30°9′7″ пн. ш. 95°19′18″ зх. д. / 30.15194° пн. ш. 95.32167° зх. д. (30.151856, -95.321769).  За даними Бюро перепису населення США в 2010 році переписна місцевість мала площу 8,48 км², з яких 8,39 км² — суходіл та 0,08 км² — водойми.

## Демографія
Згідно з переписом 2010 року, у переписній місцевості мешкали 1653 особи в 562 домогосподарствах у складі 423 родин. Густота населення становила 195 осіб/км².  Було 601 помешкання (71/км²).
Расовий склад населення:
| - 85,7 % — білих - 2,2 % — корінних американців - 0,7 % — чорних або афроамериканців - 0,3 % — азіатів - 8,8 % — осіб інших рас |

До двох чи більше рас належало 2,2 %. Частка іспаномовних становила 23,3 % від усіх жителів.
За віковим діапазоном населення розподілялося таким чином: 27,0 % — особи молодші 18 років, 61,5 % — особи у віці 18—64 років, 11,5 % — особи у віці 65 років та старші. Медіана віку мешканця становила 38,0 року. На 100 осіб жіночої статі у переписній місцевості припадало 107,4 чоловіків;  на 100 жінок у віці від 18 років та старших — 108,1 чоловіків також старших 18 років.
За межею бідності перебувало 38,1 % осіб, у тому числі 92,3 % дітей у віці до 18 років та 0,0 % осіб у віці 65 років та старших.
Цивільне працевлаштоване населення становило 658 осіб. Основні галузі зайнятості: роздрібна торгівля — 33,3 %, науковці, спеціалісти, менеджери — 14,3 %, виробництво — 12,9 %.